# Süßenbrunner Friedhof

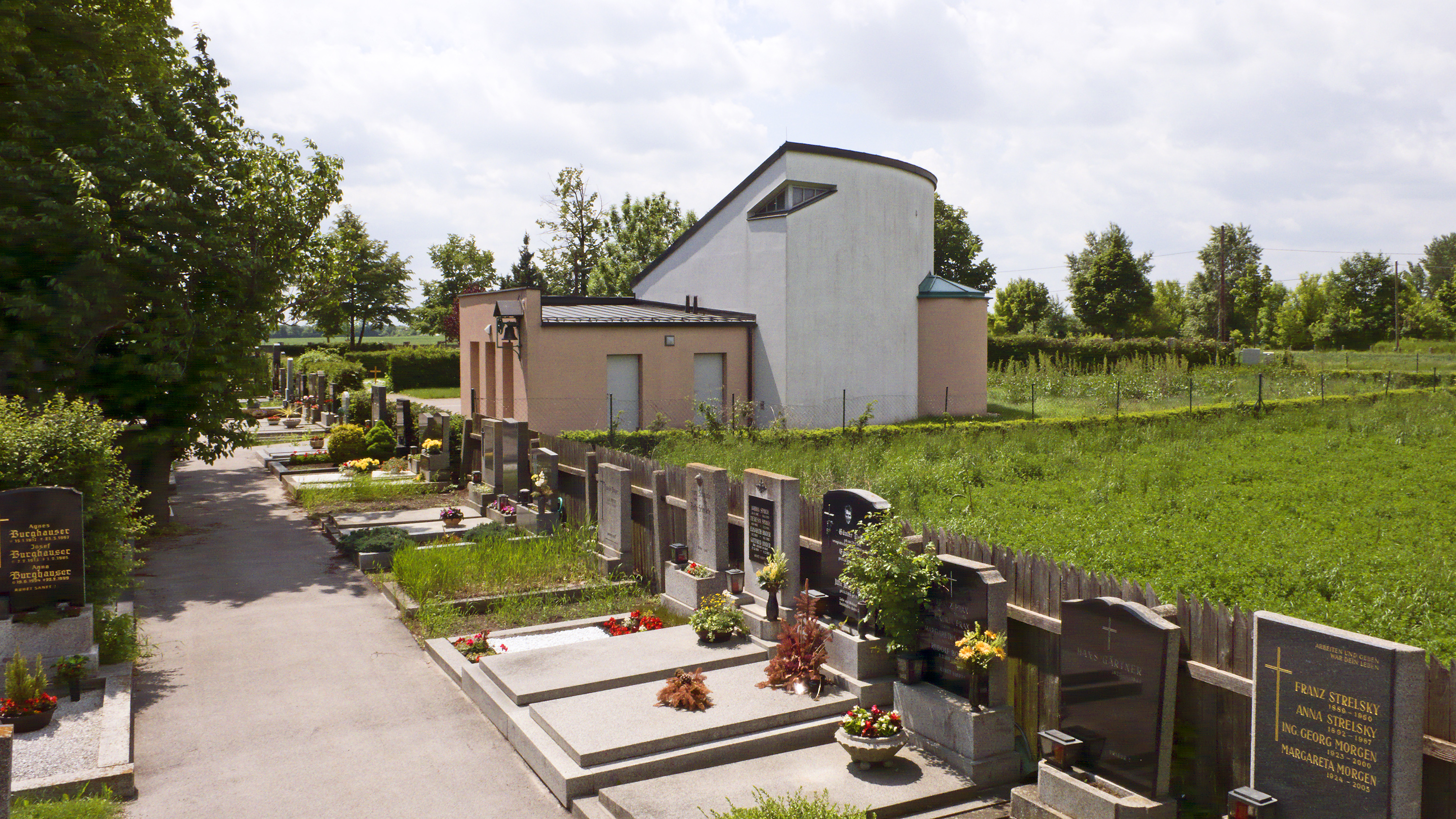
Süßenbrunner Friedhof

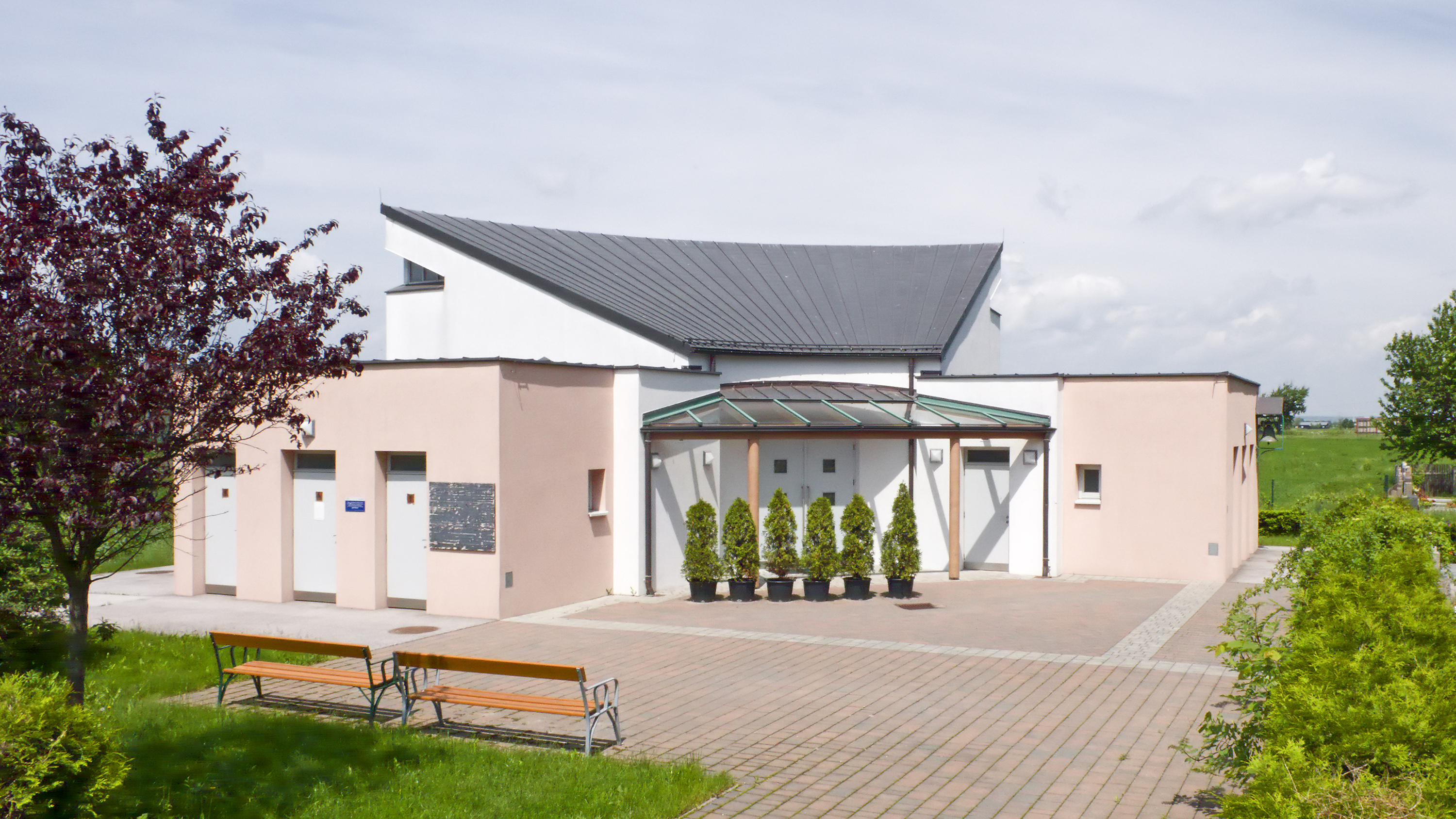
Aufbahrungshalle

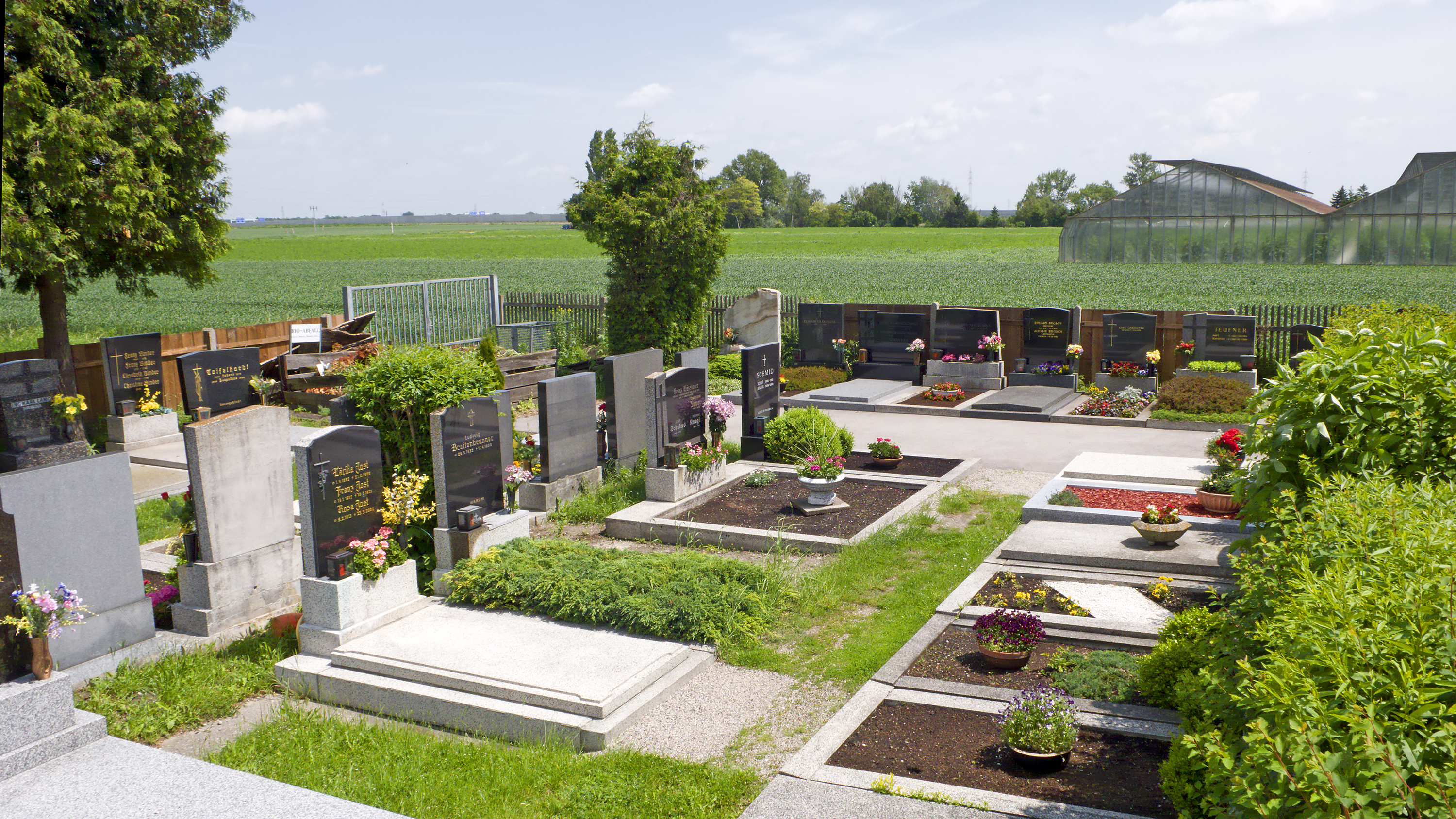
Ostteil des Friedhofs

Der Friedhof Süßenbrunn ist ein Friedhof im 22. Wiener Gemeindebezirk Donaustadt. Der Friedhof wurde 1893 eingeweiht und gehört zu den kleinsten städtischen Friedhöfen Wiens.

## Lage
Der Friedhof Süßenbrunn liegt im äußersten Norden der Donaustadt, östlich von Süßenbrunn inmitten von Gemüsegärten und Feldern (Friedhofweg 282). Der Friedhof umfasst eine Fläche von 5.053 Quadratmeter und beherbergt 419 Grabstellen. Er ist damit der viertkleinste städtische Friedhof und der städtische Friedhof mit der geringsten Anzahl an Grabstellen.

## Geschichte
Süßenbrunn gehörte ursprünglich zur Pfarre Gerasdorf. Da die Pfarrkirche drei Kilometer vom Ort entfernt lag und bei ungünstiger Witterung schwer zu erreichen war, beschloss der Süßenbrunner Gemeinderat 1835 den Bau einer Kapelle, die 1839 geweiht wurde. Die Toten wurden jedoch weiterhin in Gerasdorf bestattet. Nachdem der Friedhof Gerasdorf 1891 von den Behörden für epidemische Fälle als unzureichend eingestuft worden war, beauftragte man die Gemeinde Süßenbrunn mit dem Bau eines eigenen Friedhofes. Dieser wurde am 22. Mai 1893 geweiht.
1938 wurde der Friedhof nach der Eingemeindung von Süßenbrunn in die Verwaltung der Stadt Wien übernommen und der „Betriebsstelle Asperner Friedhof“ zugewiesen. Nach dem Zweiten Weltkrieg wurden die Gebäude des Friedhofs sowie die Einfriedung renoviert. Da die Betriebsstelle Asperner Friedhof aufgelassen wurde, übergab die Friedhofsverwaltung die Aufbahrungseinrichtung 1954 an die Bestattung Deutsch-Wagram. Der Friedhof Süßenbrunn wurde in der Folge zum Wahlfriedhof erklärt.
Eine Erweiterung des Friedhofes erfolgte in den 1980er Jahren. Die Flächen wurden am 30. Oktober 1987 im Rahmen eines ökumenischen Wortgottesdienstes geweiht.

## Grabstätten bedeutender Persönlichkeiten
| Name             | Lebensdaten | Tätigkeit      |
| ---------------- | ----------- | -------------- |
| Siegfried Joksch | 1917–2006   | Fußballspieler |
| Albert Schultz   | 1940–1993   | Politiker      |